# María de Bretaña (1446-1511)
María de Bretaña (1446-1511) fue una princesa bretona, además de cuñada de Francisco II de Bretaña.

## Biografía
Hija de Francisco I, duque de Bretaña (muerto en 1450), y su segunda esposa, Isabel de Escocia, María fue nieta de Jacobo I de Escocia. Contrajo matrimonio en 1462 con Juan II de Rohan, vizconde de Rohan y de Léon y conde de Porhoët. El matrimonio formado por Francisco II y su hermana Margarita de Bretaña tuvo un único hijo, el cual falleció a los tres meses de vida, muriendo Margarita en 1469, por lo que a partir de entonces Juan II se convirtió en heredero al trono después de las hijas de Francisco.
Fruto de su matrimonio, María tuvo siete hijos:
- Francisco, pretendiente de Ana de Bretaña. Muerto a los dieciocho años en la batalla de Saint-Aubin-du-Cormier.

- Juan (1476-1505).

- Jorge (muerto en 1502).

- Jacques de Rohan, vizconde de Rohan y jefe de la Casa de Rohan.

- Claudio de Rohan, obispo de Cornouaille.

- Ana, vizcondesa de Rohan después de su hermano. Casada con Pedro de Rohan, hijo de Pedro de Rohan-Gié, mariscal de Gié.

- María. Casada con Luis IV de Rohan Guémené.